# Örebro kommun
Örebro kommun (uttal (fil)) är en kommun i Örebro län. Centralort är Örebro som också är residensstad i Örebro län.
Närkeslätten med odlingsmark breder ut sig kring Hjälmaren och centralorten. I norr övergår landskapet i Bergslagsregionen och berggrunden innehåller malmförande äldre bergarter. I väster bildar en förkastningsbrant en skarp avgränsning mot slättområdet. Centralorten förknippas ofta med sko- och kextillverkning. Dessa branscher finns dock inte kvar i kommunen. Istället domineras det lokala näringslivet av tjänstesektorn. 
Sedan kommunen bildades 1971 har befolkningstrenden varit positiv. Valet 2010 ledde till omval. Efter omvalet 2011 och fram till 2022 styrdes kommunen av en koalition bestående av Centerpartiet, Kristdemokraterna och Socialdemokraterna. Sedan 2022 styrs kommunen av Socialdemokraterna, Centerpartiet och Moderaterna.

## Administrativ historik
Kommunens område motsvarar socknarna Almby, Asker, Axberg, Eker, Ervalla, Glanshammar, Gräve, Gällersta, Hovsta, Kil, Lillkyrka, Längbro, Lännäs, Mosjö, Norrbyås, Rinkaby, Stora Mellösa, Tysslinge, Täby, Vintrosa, Ånsta och Ödeby. I dessa socknar bildades vid kommunreformen 1862 landskommuner med motsvarande namn. I området fanns även Örebro stad som 1863 bildade en stadskommun.
Längbro landskommun införlivades i Örebro stad successivt mellan 1875 och 1937. Almby municipalsamhälle inrättades i Almby landskommun 29 oktober 1926 och upplöstes 1943 när denna landskommunen införlivades i Örebro stad, då även Ånsta landskommun införlivades.
Vid kommunreformen 1952 bildades ett antal storkommuner i området: Asker (av de tidigare kommunerna Asker och Lännäs samt en del av Svennevad), Axberg (av Axberg, Ervalla, Hovsta och Kil), Ekeby och Gällersta (av Ekeby och Gällersta), Glanshammar (av Glanshammar, Götlunda, Lillkyrka, Rinkaby och Ödeby), Mosjö (av Mosjö och Täby), Stora Mellösa (av Norrbyås och Stora Mellösa) samt Tysslinge (av Gräve landskommun, Tysslinge och Vintrosa landskommun). Samtidigt uppgick Ekers landskommun i Örebro stad.
1967 införlivades Mosjö landskommun i Örebro stad. Örebro kommun bildades vid kommunreformen 1971 av Örebro stad och landskommunerna Asker, Axberg, Lekeberg, Stora Mellösa och Tysslinge samt en del ur Ekeby och Gällersta landskommun (Gällersta församling). 1974 införlivades delar ur den då upplösta Glanshammars kommun (Glanshammars, Lillkyrka, Rinkaby och Ödeby församlingar). 1995 utbröts den del som utgjort Lekebergs landskommun och bildade Lekebergs kommun.
| Tabellen nedan visar kommunsammanslagningarna till nuvarande Örebro kommun från 1863 och framåt. De mörkgråa landskommunerna var de delar av storkommunerna som gick till andra kommuner än Örebro i slutändan. \| före reformerna \| före reformerna \| efter reformen 1863 \| efter reformen 1863 \| efter reformen 1863 \| efter reformen 1863 \| efter reformen 1863 \| efter reformen 1863 \| efter reformen 1863 \| dito 1952 \| dito 1952 \| dito 1952 \| dito 1971 \| dito 1971 \| dito 1971 \| \| -1862 \| -1862 \| 1863-74 \| 1875-95 \| 1896-1902 \| 1903-05 \| 1906-36 \| 1937-42 \| 1943-51 \| 1952-64 \| 1965-66 \| 1967-70 \| 1971-73 \| 1974-94 \| 1995- \| \| --------------- \| --------------- \| -------------------------------- \| -------------------------------- \| -------------------------------- \| -------------------------------- \| -------------------------------- \| -------------------------------- \| -------------------------------- \| ---------------------- \| ---------------------- \| ------------ \| --------------- \| --------------- \| --------------- \| \| härad \| socken, stad \| landskommun, stadskommun \| landskommun, stadskommun \| landskommun, stadskommun \| landskommun, stadskommun \| landskommun, stadskommun \| landskommun, stadskommun \| landskommun, stadskommun \| "storkommun" \| "storkommun" \| "storkommun" \| enhetlig kommun \| enhetlig kommun \| enhetlig kommun \| \| \| Ekeby sn \| Ekeby ln \| Ekeby ln \| Ekeby ln \| Ekeby ln \| Ekeby ln \| Ekeby ln \| Ekeby ln \| Ekeby och Gällersta ln \| Ekeby och Gällersta ln \| \| Kumla kn \| Kumla kn \| Kumla kn \| \| Sköllersta \| Gällersta sn \| Gällersta ln \| Gällersta ln \| Gällersta ln \| Gällersta ln \| Gällersta ln \| Gällersta ln \| Gällersta ln \| Ekeby och Gällersta ln \| Ekeby och Gällersta ln \| Örebro kn \| Örebro kn \| Örebro kn \| \| \| Sköllersta \| Svennevads sn \| Svennevads ln \| Svennevads ln \| Svennevads ln \| Svennevads ln \| Svennevads ln \| Svennevads ln \| Svennevads ln \| Sköllersta ln \| Sköllersta ln \| \| Hallsbergs kn \| Hallsbergs kn \| Hallsbergs kn \| \| \| Svennevads sn \| Svennevads ln \| Svennevads ln \| Svennevads ln \| Svennevads ln \| Svennevads ln \| Svennevads ln \| Svennevads ln \| Askers ln \| \| \| \| \| \| \| Asker \| Askers sn \| Askers ln \| Askers ln \| Askers ln \| Askers ln \| Askers ln \| Askers ln \| Askers ln \| \| \| \| \| \| \| \| Asker \| Lännäs sn \| Lännäs ln \| Lännäs ln \| Lännäs ln \| Lännäs ln \| Lännäs ln \| Lännäs ln \| Lännäs ln \| \| \| \| \| \| \| \| Asker \| Mellösa sn \| Mellösa ln (Stora Mellösa 1920-) \| Mellösa ln (Stora Mellösa 1920-) \| Mellösa ln (Stora Mellösa 1920-) \| Mellösa ln (Stora Mellösa 1920-) \| Mellösa ln (Stora Mellösa 1920-) \| Mellösa ln (Stora Mellösa 1920-) \| Mellösa ln (Stora Mellösa 1920-) \| Stora Mellösa ln \| Stora Mellösa ln \| \| \| \| \| \| Sköllersta \| Norrbyås sn \| Norrbyås ln \| Norrbyås ln \| Norrbyås ln \| Norrbyås ln \| Norrbyås ln \| Norrbyås ln \| Norrbyås ln \| Stora Mellösa ln \| Stora Mellösa ln \| \| \| \| \| \| Fellingsbro \| Ervalla sn \| Ervalla ln \| Ervalla ln \| Ervalla ln \| Ervalla ln \| Ervalla ln \| Ervalla ln \| Ervalla ln \| Axbergs ln \| Axbergs ln \| \| \| \| \| \| Örebro \| Axbergs sn \| Axbergs ln \| Axbergs ln \| Axbergs ln \| Axbergs ln \| Axbergs ln \| Axbergs ln \| Axbergs ln \| Axbergs ln \| Axbergs ln \| \| \| \| \| \| Örebro \| Hovsta sn \| Hovsta ln \| Hovsta ln \| Hovsta ln \| Hovsta ln \| Hovsta ln \| Hovsta ln \| Hovsta ln \| Axbergs ln \| Axbergs ln \| \| \| \| \| \| Örebro \| Kils sn \| Kils ln \| Kils ln \| Kils ln \| Kils ln \| Kils ln \| Kils ln \| Kils ln \| Axbergs ln \| Axbergs ln \| \| \| \| \| \| Örebro \| Tysslinge sn \| Tysslinge ln \| Tysslinge ln \| Tysslinge ln \| Tysslinge ln \| Tysslinge ln \| Tysslinge ln \| Tysslinge ln \| Tysslinge ln \| Tysslinge ln \| \| \| \| \| \| Örebro \| Gräve sn \| Gräve ln \| Gräve ln \| Gräve ln \| Gräve ln \| Gräve ln \| Gräve ln \| Gräve ln \| Tysslinge ln \| Tysslinge ln \| \| \| \| \| \| Örebro \| Vintrosa sn \| Vintrosa ln \| Vintrosa ln \| Vintrosa ln \| Vintrosa ln \| Vintrosa ln \| Vintrosa ln \| Vintrosa ln \| Tysslinge ln \| Tysslinge ln \| \| \| \| \| \| Örebro \| Mosjö sn \| Mosjö ln \| Mosjö ln \| Mosjö ln \| Mosjö ln \| Mosjö ln \| Mosjö ln \| Mosjö ln \| Mosjö ln \| Mosjö ln \| \| \| \| \| \| Örebro \| Täby sn \| Täby ln \| Täby ln \| Täby ln \| Täby ln \| Täby ln \| Täby ln \| Täby ln \| Mosjö ln \| Mosjö ln \| \| \| \| \| \| Örebro \| Ekers sn \| Ekers ln \| Ekers ln \| Ekers ln \| Ekers ln \| Ekers ln \| Ekers ln \| Ekers ln \| \| \| \| \| \| \| \| Örebro \| Almby sn \| Almby ln \| Almby ln \| Almby ln \| Almby ln \| Almby ln \| Almby ln \| \| \| \| \| \| \| \| \| Örebro \| Ånsta sn \| Ånsta ln \| Ånsta ln \| Ånsta ln \| Ånsta ln \| Ånsta ln \| Ånsta ln \| \| \| \| \| \| \| \| \| – \| Örebro stad \| Örebro stad \| \| \| \| \| \| \| \| \| \| \| Örebro kn \| Örebro kn \| \| \| \| \| \| \| \| \| \| \| \| \| \| \| \| \| \| \| \| \| \| \| \| \| \| \| \| \| \| \| \| \| \| \| \| \| \| \| \| \| \| \| \| \| \| \| \| \| \| Örebro \| Längbro sn \| Längbro ln \| \| \| \| \| \| \| \| \| \| \| \| \| \| \| \| \| \| \| \| \| \| \| \| \| \| \| \| \| \| \| Ulriksberg \| \| \| Glanshammars ln \| Glanshammars ln \| \| Glanshammars kn \| \| \| \| \| \| \| \| \| Glanshammar \| Rinkaby sn \| Rinkaby ln \| Rinkaby ln \| Rinkaby ln \| Rinkaby ln \| Rinkaby ln \| Glanshammars kn \| \| \| \| \| \| \| \| \| Glanshammar \| Rinkaby sn \| Rinkaby ln \| Rinkaby ln \| Rinkaby ln \| Rinkaby ln \| Rinkaby ln \| Örebro stad \| \| \| \| \| \| \| \| \| Glanshammar \| Glanshammars sn \| Glanshammars ln \| Glanshammars ln \| Glanshammars ln \| Glanshammars ln \| Glanshammars ln \| Glanshammars ln \| Glanshammars ln \| Glanshammars ln \| Glanshammars ln \| \| Glanshammars kn \| \| \| \| Glanshammar \| Lillkyrka sn \| Lillkyrka ln \| Lillkyrka ln \| Lillkyrka ln \| Lillkyrka ln \| Lillkyrka ln \| Lillkyrka ln \| Lillkyrka ln \| Glanshammars ln \| Glanshammars ln \| \| Glanshammars kn \| \| \| \| Glanshammar \| Ödeby sn \| Ödeby ln \| Ödeby ln \| Ödeby ln \| Ödeby ln \| Ödeby ln \| Ödeby ln \| Ödeby ln \| Glanshammars ln \| Glanshammars ln \| \| Glanshammars kn \| \| \| \| Glanshammar \| Götlunda sn \| Götlunda ln \| Götlunda ln \| Götlunda ln \| Götlunda ln \| Götlunda ln \| Götlunda ln \| Götlunda ln \| \| \| \| Arboga kn \| Arboga kn \| Arboga kn \| \| Grimsten \| Hackvads sn \| Hackvads ln \| Hackvads ln \| Hackvads ln \| Hackvads ln \| Hackvads ln \| Hackvads ln \| Hackvads ln \| Lekebergs ln \| Lekebergs ln \| \| Örebro kn \| Örebro kn \| Lekebergs kn \| \| Hardemo \| Kräklinge sn \| Kräklinge ln (Kräcklinge 1940-) \| Kräklinge ln (Kräcklinge 1940-) \| Kräklinge ln (Kräcklinge 1940-) \| Kräklinge ln (Kräcklinge 1940-) \| Kräklinge ln (Kräcklinge 1940-) \| Kräklinge ln (Kräcklinge 1940-) \| Kräklinge ln (Kräcklinge 1940-) \| Lekebergs ln \| Lekebergs ln \| \| Örebro kn \| Örebro kn \| Lekebergs kn \| \| Edsberg \| Edsbergs sn \| Edsbergs ln \| Edsbergs ln \| Edsbergs ln \| Edsbergs ln \| Edsbergs ln \| Edsbergs ln \| Edsbergs ln \| Lekebergs ln \| Lekebergs ln \| \| Örebro kn \| Örebro kn \| Lekebergs kn \| \| Edsberg \| Hidinge sn \| Hidinge ln \| Hidinge ln \| Hidinge ln \| Hidinge ln \| Hidinge ln \| Hidinge ln \| Hidinge ln \| Lekebergs ln \| Lekebergs ln \| \| Örebro kn \| Örebro kn \| Lekebergs kn \| \| Edsberg \| Knista sn \| Knista ln \| Knista ln \| Knista ln \| Knista ln \| Knista ln \| Knista ln \| Knista ln \| Lekebergs ln \| Lekebergs ln \| \| Örebro kn \| Örebro kn \| Lekebergs kn \| \| Edsberg \| Kvistbro sn \| Kvistbro ln \| Kvistbro ln \| Kvistbro ln \| Kvistbro ln \| Kvistbro ln \| Kvistbro ln \| Kvistbro ln \| Svartå ln \| Svartå ln \| \| Örebro kn \| Örebro kn \| Lekebergs kn \| \| Edsberg \| Tångeråsa sn \| Tångeråsa ln \| Tångeråsa ln \| Tångeråsa ln \| Tångeråsa ln \| Tångeråsa ln \| Tångeråsa ln \| Tångeråsa ln \| Viby ln \| Hallsbergs köping \| \| Örebro kn \| Örebro kn \| Lekebergs kn \| |                 |                                  |                                  |                                  |                                  |                                  |                                  |                                  |                        |                        |              |                 |                 |                 |
| före reformerna | före reformerna | efter reformen 1863              | efter reformen 1863              | efter reformen 1863              | efter reformen 1863              | efter reformen 1863              | efter reformen 1863              | efter reformen 1863              | dito 1952              | dito 1952              | dito 1952    | dito 1971       | dito 1971       | dito 1971       |
| -1862 | -1862           | 1863-74                          | 1875-95                          | 1896-1902                        | 1903-05                          | 1906-36                          | 1937-42                          | 1943-51                          | 1952-64                | 1965-66                | 1967-70      | 1971-73         | 1974-94         | 1995-           |
| härad | socken, stad    | landskommun, stadskommun         | landskommun, stadskommun         | landskommun, stadskommun         | landskommun, stadskommun         | landskommun, stadskommun         | landskommun, stadskommun         | landskommun, stadskommun         | "storkommun"           | "storkommun"           | "storkommun" | enhetlig kommun | enhetlig kommun | enhetlig kommun |
| | Ekeby sn        | Ekeby ln                         | Ekeby ln                         | Ekeby ln                         | Ekeby ln                         | Ekeby ln                         | Ekeby ln                         | Ekeby ln                         | Ekeby och Gällersta ln | Ekeby och Gällersta ln |              | Kumla kn        | Kumla kn        | Kumla kn        |
| Sköllersta | Gällersta sn    | Gällersta ln                     | Gällersta ln                     | Gällersta ln                     | Gällersta ln                     | Gällersta ln                     | Gällersta ln                     | Gällersta ln                     | Ekeby och Gällersta ln | Ekeby och Gällersta ln | Örebro kn    | Örebro kn       | Örebro kn       |                 |
| Sköllersta | Svennevads sn   | Svennevads ln                    | Svennevads ln                    | Svennevads ln                    | Svennevads ln                    | Svennevads ln                    | Svennevads ln                    | Svennevads ln                    | Sköllersta ln          | Sköllersta ln          |              | Hallsbergs kn   | Hallsbergs kn   | Hallsbergs kn   |
| | Svennevads sn   | Svennevads ln                    | Svennevads ln                    | Svennevads ln                    | Svennevads ln                    | Svennevads ln                    | Svennevads ln                    | Svennevads ln                    | Askers ln              |                        |              |                 |                 |                 |
| Asker | Askers sn       | Askers ln                        | Askers ln                        | Askers ln                        | Askers ln                        | Askers ln                        | Askers ln                        | Askers ln                        |                        |                        |              |                 |                 |                 |
| Asker | Lännäs sn       | Lännäs ln                        | Lännäs ln                        | Lännäs ln                        | Lännäs ln                        | Lännäs ln                        | Lännäs ln                        | Lännäs ln                        |                        |                        |              |                 |                 |                 |
| Asker | Mellösa sn      | Mellösa ln (Stora Mellösa 1920-) | Mellösa ln (Stora Mellösa 1920-) | Mellösa ln (Stora Mellösa 1920-) | Mellösa ln (Stora Mellösa 1920-) | Mellösa ln (Stora Mellösa 1920-) | Mellösa ln (Stora Mellösa 1920-) | Mellösa ln (Stora Mellösa 1920-) | Stora Mellösa ln       | Stora Mellösa ln       |              |                 |                 |                 |
| Sköllersta | Norrbyås sn     | Norrbyås ln                      | Norrbyås ln                      | Norrbyås ln                      | Norrbyås ln                      | Norrbyås ln                      | Norrbyås ln                      | Norrbyås ln                      | Stora Mellösa ln       | Stora Mellösa ln       |              |                 |                 |                 |
| Fellingsbro | Ervalla sn      | Ervalla ln                       | Ervalla ln                       | Ervalla ln                       | Ervalla ln                       | Ervalla ln                       | Ervalla ln                       | Ervalla ln                       | Axbergs ln             | Axbergs ln             |              |                 |                 |                 |
| Örebro | Axbergs sn      | Axbergs ln                       | Axbergs ln                       | Axbergs ln                       | Axbergs ln                       | Axbergs ln                       | Axbergs ln                       | Axbergs ln                       | Axbergs ln             | Axbergs ln             |              |                 |                 |                 |
| Örebro | Hovsta sn       | Hovsta ln                        | Hovsta ln                        | Hovsta ln                        | Hovsta ln                        | Hovsta ln                        | Hovsta ln                        | Hovsta ln                        | Axbergs ln             | Axbergs ln             |              |                 |                 |                 |
| Örebro | Kils sn         | Kils ln                          | Kils ln                          | Kils ln                          | Kils ln                          | Kils ln                          | Kils ln                          | Kils ln                          | Axbergs ln             | Axbergs ln             |              |                 |                 |                 |
| Örebro | Tysslinge sn    | Tysslinge ln                     | Tysslinge ln                     | Tysslinge ln                     | Tysslinge ln                     | Tysslinge ln                     | Tysslinge ln                     | Tysslinge ln                     | Tysslinge ln           | Tysslinge ln           |              |                 |                 |                 |
| Örebro | Gräve sn        | Gräve ln                         | Gräve ln                         | Gräve ln                         | Gräve ln                         | Gräve ln                         | Gräve ln                         | Gräve ln                         | Tysslinge ln           | Tysslinge ln           |              |                 |                 |                 |
| Örebro | Vintrosa sn     | Vintrosa ln                      | Vintrosa ln                      | Vintrosa ln                      | Vintrosa ln                      | Vintrosa ln                      | Vintrosa ln                      | Vintrosa ln                      | Tysslinge ln           | Tysslinge ln           |              |                 |                 |                 |
| Örebro | Mosjö sn        | Mosjö ln                         | Mosjö ln                         | Mosjö ln                         | Mosjö ln                         | Mosjö ln                         | Mosjö ln                         | Mosjö ln                         | Mosjö ln               | Mosjö ln               |              |                 |                 |                 |
| Örebro | Täby sn         | Täby ln                          | Täby ln                          | Täby ln                          | Täby ln                          | Täby ln                          | Täby ln                          | Täby ln                          | Mosjö ln               | Mosjö ln               |              |                 |                 |                 |
| Örebro | Ekers sn        | Ekers ln                         | Ekers ln                         | Ekers ln                         | Ekers ln                         | Ekers ln                         | Ekers ln                         | Ekers ln                         |                        |                        |              |                 |                 |                 |
| Örebro | Almby sn        | Almby ln                         | Almby ln                         | Almby ln                         | Almby ln                         | Almby ln                         | Almby ln                         |                                  |                        |                        |              |                 |                 |                 |
| Örebro | Ånsta sn        | Ånsta ln                         | Ånsta ln                         | Ånsta ln                         | Ånsta ln                         | Ånsta ln                         | Ånsta ln                         |                                  |                        |                        |              |                 |                 |                 |
| – | Örebro stad     | Örebro stad                      |                                  |                                  |                                  |                                  |                                  |                                  |                        |                        |              |                 | Örebro kn       | Örebro kn       |
| |                 |                                  |                                  |                                  |                                  |                                  |                                  |                                  |                        |                        |              |                 |                 |                 |
| |                 |                                  |                                  |                                  |                                  |                                  |                                  |                                  |                        |                        |              |                 |                 |                 |
| |                 |                                  |                                  |                                  |                                  |                                  |                                  |                                  |                        |                        |              |                 |                 |                 |
| Örebro | Längbro sn      | Längbro ln                       |                                  |                                  |                                  |                                  |                                  |                                  |                        |                        |              |                 |                 |                 |
| |                 |                                  |                                  |                                  |                                  |                                  |                                  |                                  |                        |                        |              |                 |                 |                 |
| | Ulriksberg      |                                  |                                  | Glanshammars ln                  | Glanshammars ln                  |                                  | Glanshammars kn                  |                                  |                        |                        |              |                 |                 |                 |
| Glanshammar | Rinkaby sn      | Rinkaby ln                       | Rinkaby ln                       | Rinkaby ln                       | Rinkaby ln                       | Rinkaby ln                       | Glanshammars kn                  |                                  |                        |                        |              |                 |                 |                 |
| Glanshammar | Rinkaby sn      | Rinkaby ln                       | Rinkaby ln                       | Rinkaby ln                       | Rinkaby ln                       | Rinkaby ln                       | Örebro stad                      |                                  |                        |                        |              |                 |                 |                 |
| Glanshammar | Glanshammars sn | Glanshammars ln                  | Glanshammars ln                  | Glanshammars ln                  | Glanshammars ln                  | Glanshammars ln                  | Glanshammars ln                  | Glanshammars ln                  | Glanshammars ln        | Glanshammars ln        |              | Glanshammars kn |                 |                 |
| Glanshammar | Lillkyrka sn    | Lillkyrka ln                     | Lillkyrka ln                     | Lillkyrka ln                     | Lillkyrka ln                     | Lillkyrka ln                     | Lillkyrka ln                     | Lillkyrka ln                     | Glanshammars ln        | Glanshammars ln        |              | Glanshammars kn |                 |                 |
| Glanshammar | Ödeby sn        | Ödeby ln                         | Ödeby ln                         | Ödeby ln                         | Ödeby ln                         | Ödeby ln                         | Ödeby ln                         | Ödeby ln                         | Glanshammars ln        | Glanshammars ln        |              | Glanshammars kn |                 |                 |
| Glanshammar | Götlunda sn     | Götlunda ln                      | Götlunda ln                      | Götlunda ln                      | Götlunda ln                      | Götlunda ln                      | Götlunda ln                      | Götlunda ln                      |                        |                        |              | Arboga kn       | Arboga kn       | Arboga kn       |
| Grimsten | Hackvads sn     | Hackvads ln                      | Hackvads ln                      | Hackvads ln                      | Hackvads ln                      | Hackvads ln                      | Hackvads ln                      | Hackvads ln                      | Lekebergs ln           | Lekebergs ln           |              | Örebro kn       | Örebro kn       | Lekebergs kn    |
| Hardemo | Kräklinge sn    | Kräklinge ln (Kräcklinge 1940-)  | Kräklinge ln (Kräcklinge 1940-)  | Kräklinge ln (Kräcklinge 1940-)  | Kräklinge ln (Kräcklinge 1940-)  | Kräklinge ln (Kräcklinge 1940-)  | Kräklinge ln (Kräcklinge 1940-)  | Kräklinge ln (Kräcklinge 1940-)  | Lekebergs ln           | Lekebergs ln           |              | Örebro kn       | Örebro kn       | Lekebergs kn    |
| Edsberg | Edsbergs sn     | Edsbergs ln                      | Edsbergs ln                      | Edsbergs ln                      | Edsbergs ln                      | Edsbergs ln                      | Edsbergs ln                      | Edsbergs ln                      | Lekebergs ln           | Lekebergs ln           |              | Örebro kn       | Örebro kn       | Lekebergs kn    |
| Edsberg | Hidinge sn      | Hidinge ln                       | Hidinge ln                       | Hidinge ln                       | Hidinge ln                       | Hidinge ln                       | Hidinge ln                       | Hidinge ln                       | Lekebergs ln           | Lekebergs ln           |              | Örebro kn       | Örebro kn       | Lekebergs kn    |
| Edsberg | Knista sn       | Knista ln                        | Knista ln                        | Knista ln                        | Knista ln                        | Knista ln                        | Knista ln                        | Knista ln                        | Lekebergs ln           | Lekebergs ln           |              | Örebro kn       | Örebro kn       | Lekebergs kn    |
| Edsberg | Kvistbro sn     | Kvistbro ln                      | Kvistbro ln                      | Kvistbro ln                      | Kvistbro ln                      | Kvistbro ln                      | Kvistbro ln                      | Kvistbro ln                      | Svartå ln              | Svartå ln              |              | Örebro kn       | Örebro kn       | Lekebergs kn    |
| Edsberg | Tångeråsa sn    | Tångeråsa ln                     | Tångeråsa ln                     | Tångeråsa ln                     | Tångeråsa ln                     | Tångeråsa ln                     | Tångeråsa ln                     | Tångeråsa ln                     | Viby ln                | Hallsbergs köping      |              | Örebro kn       | Örebro kn       | Lekebergs kn    |

Kommunen ingår sedan bildandet i Örebro tingsrätts domsaga.
Kommunen ingår sedan 2013 i förvaltningsområdet för finska. 

## Geografi
Örebro kommun är belägen i de centrala och östra delarna av landskapet Närke, förutom nordligaste delen (Ervalla distrikt), som ligger i Västmanland. Kommunen ligger vid västra delen av sjön Hjälmaren där Svartån rinner ut från väster. I öster gränsar kommunen till Arboga kommun i Västmanlands län, Vingåkers kommun i Södermanlands län och Finspångs kommun i Östergötlands län. I sydväst gränsar kommunen till Hallsbergs kommun, Kumla kommun, Lekebergs kommun och Karlskoga kommun samt i norr till Nora kommun och Lindesbergs kommun, alla i Örebro län.

### Topografi och hydrografi
Närkeslätten med sedimentär berggrund breder ut sig kring Hjälmaren och centralorten. Denna är primärt klädd med  uppodlade lerjordar. I norr övergår landskapet i Bergslagsregionen och berggrunden  innehåller malmförande äldre bergarter. I väster bildar en förkastningsbrant en skarp avgränsning mot slättområdet vilken utgörs av den skogklädda urbergsryggen Kilsbergen. På dess sluttningar finns ett flertal strandhak och strandvallar som uppstod då havet nådde högre än i dag. Slättlandet genomskärning av flera rullstensåsar med nord–sydlig utsträckning.
Svartån rinner från väst och ut i Hjälmaren, där öarna Vinön och Björkö hör till kommunen. Till Hjälmaren hör Mellanfjärden och Hemfjärden som når centralorten Örebro. Dyltaån mynnar ut i Väringen i norra delen av kommunen och södra delarna finns Sottern och Skirasjön.
Nedan presenteras andelen av den totala ytan 2020 i kommunen jämfört med riket.
|  | Bebyggelse (8,1 %) |

|  | Skog (55,2 %) |

|  | Öppen myrmark (1,6 %) |

|  | Jordbruksmark (29,5 %) |

|  | Övrig mark (5,5 %) |

|  | Bebyggelse (3,1 %) |

|  | Skog (68,0 %) |

|  | Öppen myrmark (7,2 %) |

|  | Jordbruksmark (7,4 %) |

|  | Övrig mark (14,3 %) |

### Naturskydd
Det finns 19 kommunala naturreservat I kommunen. Rika lövskogar, beteshagar och lämningar av små slåtterängar återfinns i Vinteråsen och vid bostadsområdena Vivalla och Lundby finns Öknaskogen. Unik ängsmark finns i Ramshytte ängar. Därtill finns 37 statliga naturreservat som förvaltas av Länsstyrelsen i Örebro län.

### Administrativ indelning
Fram till 2016 var kommunen för befolkningsrapportering indelad i 13 församlingar – Adolfsberg, Almby, Asker, Axberg, Glanshammar, Kvismare, Längbro, Lännäs, Mikael, Mosjö-Täby, Tysslinge, Örebro Nikolai och Örebro Olaus Petri.

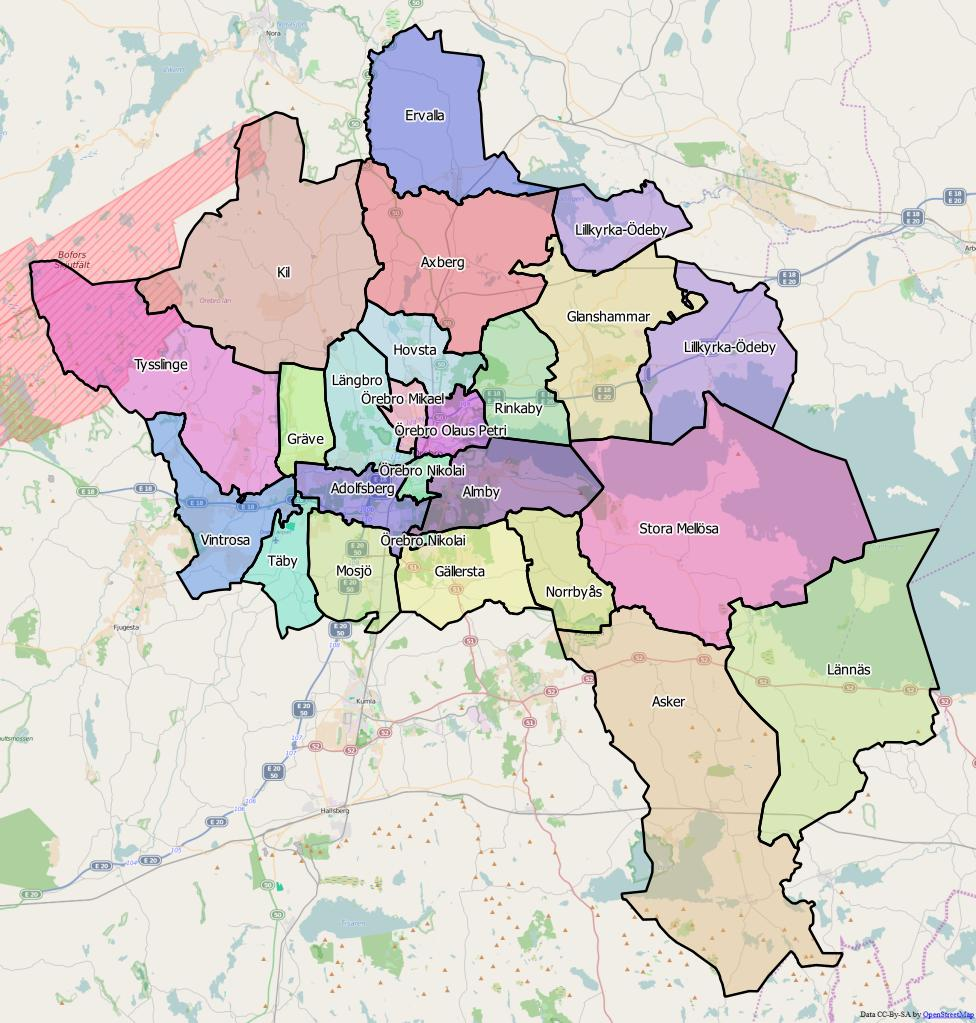
Distrikt inom Örebro kommun

Från 2016 indelas kommunen istället i 23 distrikt – Adolfsberg, Almby, Asker, Axberg, Ervalla, Glanshammar, Gräve, Gällersta, Hovsta, Kil, Lillkyrka-Ödeby, Längbro, Lännäs, Mosjö, Norrbyås, Rinkaby, Stora Mellösa, Tysslinge, Täby, Vintrosa, Örebro Mikael, Örebro Nikolai och Örebro Olaus Petri.

### Tätorter
| Nr | Tät- och småorter | Folkmängd |
| -- | ----------------- | --------- |
| 1  | Örebro            | 126 604   |
| 2  | Hovsta            | 2 782     |
| 3  | Ekeby-Almby       | 2 148     |
| 4  | Garphyttan        | 1 550     |
| 5  | Vintrosa, del av* | 1 464     |
| 6  | Odensbacken       | 1 323     |
| 7  | Norra Bro         | 941       |
| 8  | Stora Mellösa     | 796       |
| 9  | Glanshammar       | 793       |
| 10 | Latorpsbruk       | 786       |
| 11 | Ölmbrotorp        | 521       |
| 12 | Hampetorp         | 316       |
| 13 | Askersby          | 250       |
| 14 | Kilsmo            | 230       |

- totalt 2 285

## Styre och politik

### Styre
| År        | Partier | Partier | Partier | Partier | Partier | Partier |
| --------- | ------- | ------- | ------- | ------- | ------- | ------- |
| 2002–2006 | S       | V       | MP      |         |         |         |
| 2006–2010 | M       | FP      | KD      | C       | MP      |         |
| 2011–2014 | S       | KD      | C       |         |         |         |
| 2014–2018 | S       | KD      | C       |         |         |         |
| 2018–2022 | S       | KD      | C       |         |         |         |
| 2022–     | S       | M       | C       |         |         |         |

Under mandatperioden 2002–2006 styrde Socialdemokraterna kommunen med stöd av Vänsterpartiet och Miljöpartiet. Efter valet 2006 beslutade Miljöpartiet att byta samarbetspartners till Alliansen, vilket gjorde att Moderaterna, Folkpartiet, Centerpartiet, Kristdemokraterna och Miljöpartiet styrde kommunen 2006–2010.
Efter valet 2010 fick Socialdemokraterna och Vänsterpartiet 31 mandat, medan den tidigare styrande koalitionen fick 30 mandat och Sverigedemokraterna fyra mandat. Valet överklagades, och Valprövningsnämnden beslutade den 11 februari 2011 om omval i en av kommunens fyra valkretsar. Omvalet hölls den 15 maj 2011 och innebar att Socialdemokraterna ökade med ett mandat och Moderaterna tappade ett mandat jämfört med det ogiltigförklarade valet. Några veckor efter omvalet stod det klart att en koalition av Socialdemokraterna, Kristdemokraterna och Centerpartiet skulle styra kommunen 2011–2014. Kommunstyrelsens ordförande var Lena Baastad (S) och förste vice ordförande Lennart Bondeson (KD). Samma koalition fortsatte att styra efter valen 2014 och 2018.
Efter valet 2022 bildades ett nytt styre med Socialdemokraterna, Moderaterna och Centerpartiet.

### Kommunfullmäktige

#### Presidium
| Presidium 2022–2026    | Presidium 2022–2026 | Presidium 2022–2026 |
| ---------------------- | ------------------- | ------------------- |
| Ordförande             | S                   | Jan Zetterqvist     |
| Förste vice ordförande | M                   | Daniel Granqvist    |
| Andre vice ordförande  | KD                  | Anders Hagström     |

#### Mandatfördelning 1970–2022
Nedan presenteras hur många mandat varje parti har erhållit i valen till kommunfullmäktige i Örebro kommun. Fullmäktige har sedan 1970 65 mandat, varför det krävs minst 33 mandat för att uppnå majoritet.
| 34 | 13 | 13 | 5 |

| 51 | 14 |

| 31 | 16 | 9 | 9 |

| 46 | 19 |

| 33 | 16 | 8 | 8 |

| 44 | 21 |

| 3 | 32 | 11 | 8 | 11 |

| 39 | 26 |

| 3 | 32 | 10 | 4 |  | 15 |

| 38 | 27 |

| 3 | 31 | 7 | 11 |  | 12 |

| 35 | 30 |

| 4 | 28 | 4 | 7 | 9 |  | 11 |

| 35 | 30 |

| 4 | 26 | 4 | 10 | 6 | 15 |

| 32 | 33 |

| 4 | 31 |  | 4 | 8 | 4 | 12 |

| 33 | 32 |

| 8 | 27 | 4 |  | 4 | 8 | 12 |

| 35 | 30 |

| 6 | 26 | 4 | 3 | 10 | 8 | 8 |

| 31 | 34 |

| 4 | 25 | 4 |  | 4 | 8 | 6 | 13 |

| 36 | 29 |

| 4 | 27 | 4 | 4 |  | 5 | 4 | 15 |

| 38 | 27 |

| 4 | 28 | 4 | 4 |  | 5 | 4 | 14 |

| 38 | 27 |

| 4 | 24 | 6 | 6 | 4 | 4 | 4 | 13 |

| 36 | 29 |

| 5 | 21 | 3 |  | 6 | 6 | 5 | 5 | 12 |

| 36 | 29 |

| 6 | 20 |  | 5 | 7 | 5 | 5 | 4 | 11 |

| 37 | 28 |

### Nämnder

#### Kommunstyrelse
Kommunstyrelsen har tre utskott: trygghetsutskottet, hållbarhetsutskottet och  personalutskottet. Nedan presenteras kommunstyrelsens presidium mandatperioden 2022–2026.
| Presidium 2022–2026    | Presidium 2022–2026 | Presidium 2022–2026 |
| ---------------------- | ------------------- | ------------------- |
| Ordförande             | S                   | John Johansson      |
| Förste vice ordförande | M                   | Anders Åhrlin       |
| Andre vice ordförande  | L                   | Karolina Wallström  |

#### Lista över kommunstyrelsens ordförande
Kommunstyrelsens ordförande är även kommunens kommunalråd.
| Namn | Namn                          | Från    | Till | Politisk tillhörighet |
| ---- | ----------------------------- | ------- | ---- | --------------------- |
|      | Harald Aronsson               | 1953    | 1971 | Socialdemokraterna    |
|      | Lars Östman                   | 1972(?) | 1976 | Socialdemokraterna    |
|      | Axel Gisslén                  | 1976    | 1991 | Socialdemokraterna    |
|      | Erik Johansson                | 1992    | 1994 | Moderaterna           |
|      | Mats Sjöström                 | 1994    | 2006 | Socialdemokraterna    |
|      | Staffan Werme                 | 2006    | 2011 | Liberalerna           |
|      | Kent Persson                  | 2011    | 2011 | Moderaterna           |
|      | Lena Baastad (f. Larsson)     | 2011    | 2016 | Socialdemokraterna    |
|      | Kenneth Handberg (f. Nilsson) | 2016    | 2021 | Socialdemokraterna    |
|      | John Johansson                | 2021    |      | Socialdemokraterna    |

#### Övriga nämnder
| Nämnd                                    | Ordförande | Ordförande                 | Förste vice ordförande | Förste vice ordförande      | Andre vice ordförande | Andre vice ordförande        |
| ---------------------------------------- | ---------- | -------------------------- | ---------------------- | --------------------------- | --------------------- | ---------------------------- |
| Bygg- och miljönämnden                   | C          | Anders Olsson              | S                      | Anna Hedström               | L                     | Patrik Jämtvall              |
| Funktionsstödsnämnden                    | C          | Gunhild Wallin             | S                      | Daniel Ekblad               | KD                    | Georg Barsom                 |
| Förskolenämnden                          | M          | Sara Dicksen               | S                      | Unnur Tryggvadottir Nordell | SD                    | Joakim Sjögren               |
| Grundskolenämnden                        | S          | Jonas Håård                | M                      | Emelie Jaxell               | L                     | Mats-Olof Liljegren          |
| Gymnasie- och arbetsmarknadsnämnden      | M          | Christopher Hedbom Rydaeus | S                      | Marie Brorson               | KD                    | Susanne Lindholm Henningsson |
| Kultur- och fritidsnämnden               | S          | Madelene Spinord Semenets  | C                      | Alexandra Royal             | KD                    | Sandra Fröjdenstam           |
| Markplanerings- och exploateringsnämnden | S          | Kemal Hoso                 | M                      | Maria Haglund               | SD                    | Helena Ståhl                 |
| Stadsrevisionen                          | KD         | Sven Landh                 | S                      | Lars Bjurström              | SD                    | Nils Gunnarsson              |
| Revisionskollegiet                       | KD         | Sven Landh                 | S                      | Lars Bjurström              | SD                    | Nils Gunnarsson              |
| Socialnämnden                            | M          | Carl-Johan Wase            | S                      | Carina Toro Hartman         | L                     | Erik Sjöberg                 |
| Teknik- och servicenämnden               | M          | Johan Kumlin               | S                      | Ellen Leijen                | KD                    | Anders Hagström              |
| Valnämnden                               | S          | Eva Ströman                | M                      | Krister Tornberg            | L                     | Jerker Lindgren              |
| Vård- och omsorgsnämnden                 | S          | Mattias Ottosson           | M                      | Anna-Karin Kumlin           | L                     | Johanna Reimfelt             |
| Överförmyndarnämnden                     | M          | Ulf Södersten              | C                      | Tina Fingal                 | SD                    | David Larsson                |

### Internationella relationer
Efter andra världskriget slöt många kommuner vänortsavtal inom Norden. Örebro kommun beskriver det som en "folkrörelse för fred och demokrati". Vänortssamarbeten med Drammen i Norge, Kolding i Danmark och Villmanstrand i Finland slöts på 1950-talet medan avtalet med Stykkishólmur på Island slöts 1979. Givet den allt mer globaliserade världen valde kommunen att avsluta alla vänortssamarbeten med andra orter än de belägna inom Norden med motiveringen att istället ska "tidsbegränsade samarbetsavtal tecknas med länder som gynnar verksamhetsutveckling och demokratiutveckling för båda parter."

## Ekonomi och infrastruktur

### Näringsliv
Centralorten förknippas ofta med sko- och kextillverkning. Dessa branscher finns dock inte kvar i kommunen. Istället domineras det lokala näringslivet av tjänstesektorn. Den största arbetsgivaren i början av 2020-talet var kommunen, Region Örebro län (primärt genom Universitetssjukhuset), SCB, Transportstyrelsen, länsförvaltningen och universitetet.  Knappt åtta procent var sysselsatta inom tillverkningsindustrin. Denna bransch har en  betydande metallvaru- och maskintillverkning. Bland större företag hittas Epiroc Rock Drills AB som tillverkar gruvutrustning, Johnsson Metall AB som tillverkar produkter i bronslegeringar, mekaniska verkstaden Emhart Glass Sweden AB och Emba Machinery AB som gör maskiner för wellpappindustrin samt Suzuki Garphyttan AB. Andra större företag finns inom omsorgen, exempelvis Humana Assistans AB.

### Infrastruktur

#### Transporter
Från öst till väst genomskärs kommunen av E18 och från nordöst till sydväst av E20. Från Örebro utgår riksväg 50 åt norr, länsväg 207 åt sydöst och riksväg 51 åt söder. Kommunens sydöstra del genomkorsas av Riksväg 52 som förbinder riksväg 51 med länsväg 207.
Vid Örebro centralstation övergår Mälarbanan från Stockholm och Västerås i Godsstråket genom Bergslagen mot Hallsberg. Dessa trafikeras av SJ:s fjärrtåg och regiontåg samt regiontågen Tåg i Bergslagen från Hallsberg mot Grängesberg och Fagersta.

#### Utbildning och forskning
Det fanns 43 kommunala grundskolor i kommunen år 2022. Därtill fanns Birgittaskolan och Ekebyskolan som är statliga specialskolor samt ett antal fristående skolor. Det fanns fem kommunala gymnasieskolor samt 11 fristående. Kommunen hyser också "Sveriges enda Riksgymnasium för elever med dövhet, hörselnedsättning och kombinerad syn- och hörselnedsättning (dövblindhet)".
Högre utbildning och forskning bedrivs vid Örebro universitet som bildades 1999 och hade 16 000 studenter och 490 doktorander år 2022.

## Befolkning

### Demografi

#### Befolkningsutveckling
Kommunen har 160 343 invånare (31 mars 2025), vilket placerar den på 7:e plats avseende folkmängd bland Sveriges kommuner.
| Befolkningsutvecklingen i Örebro kommun 1810–2020 | Befolkningsutvecklingen i Örebro kommun 1810–2020 | Befolkningsutvecklingen i Örebro kommun 1810–2020 | Befolkningsutvecklingen i Örebro kommun 1810–2020 | Befolkningsutvecklingen i Örebro kommun 1810–2020 |
| ------------------------------------------------- | ------------------------------------------------- | ------------------------------------------------- | ------------------------------------------------- | ------------------------------------------------- |
|                                                   |                                                   |                                                   |                                                   |                                                   |
| År                                                |                                                   |                                                   | Folkmängd                                         |                                                   |
| 1810                                              | 1810                                              |                                                   | 31 828                                            |                                                   |
| 1820                                              | 1820                                              |                                                   | 33 915                                            |                                                   |
| 1830                                              | 1830                                              |                                                   | 39 091                                            |                                                   |
| 1840                                              | 1840                                              |                                                   | 42 061                                            |                                                   |
| 1850                                              | 1850                                              |                                                   | 45 490                                            |                                                   |
| 1860                                              | 1860                                              |                                                   | 50 716                                            |                                                   |
| 1870                                              | 1870                                              |                                                   | 54 888                                            |                                                   |
| 1880                                              | 1880                                              |                                                   | 57 902                                            |                                                   |
| 1890                                              | 1890                                              |                                                   | 58 932                                            |                                                   |
| 1900                                              | 1900                                              |                                                   | 67 195                                            |                                                   |
| 1910                                              | 1910                                              |                                                   | 76 864                                            |                                                   |
| 1920                                              | 1920                                              |                                                   | 83 751                                            |                                                   |
| 1930                                              | 1930                                              |                                                   | 87 291                                            |                                                   |
| 1940                                              | 1940                                              |                                                   | 89 161                                            |                                                   |
| 1950                                              | 1950                                              |                                                   | 99 322                                            |                                                   |
| 1960                                              | 1960                                              |                                                   | 105 372                                           |                                                   |
| 1970                                              | 1970                                              |                                                   | 117 696                                           |                                                   |
| 1980                                              | 1980                                              |                                                   | 116 969                                           |                                                   |
| 1990                                              | 1990                                              |                                                   | 120 944                                           |                                                   |
| 2000                                              | 2000                                              |                                                   | 124 207                                           |                                                   |
| 2010                                              | 2010                                              |                                                   | 135 460                                           |                                                   |
| 2020                                              | 2020                                              |                                                   | 156 381                                           |                                                   |
| Anm: Lekebergs kommun utbruten 1995.              |                                                   |                                                   |                                                   |                                                   |

#### Utländsk bakgrund
Den 31 december 2014 utgjorde antalet invånare med utländsk bakgrund (utrikes födda personer samt inrikes födda med två utrikes födda föräldrar) 31 806, eller 22,30 % av befolkningen (hela befolkningen: 142 618 den 31 december 2014). Den 31 december 2002 utgjorde antalet invånare med utländsk bakgrund enligt samma definition 20 107, eller 16,02 % av befolkningen (hela befolkningen: 125 520 den 31 december 2002).

#### Invånare efter de vanligaste födelseländerna
Den 31 december 2014 utgjorde folkmängden i Örebro kommun 142 618 personer. Av dessa var 22 809 personer (16,0 %) födda i ett annat land än Sverige. I denna tabell har de nordiska länderna samt de 12 länder med flest antal utrikes födda (i hela riket) tagits med. En person som inte kommer från något av de här 17 länderna har istället av Statistiska centralbyrån förts till den världsdel som deras födelseland tillhör.
| Födelseland      | Födelseland                       | Födelseland |
| ---------------- | --------------------------------- | ----------- |
| 31 december 2014 |                                   |             |
| 1                | Sverige                           | 119 809     |
| 2                | Irak                              | 2 689       |
| 3                | Asien: Övriga länder              | 2 556       |
| 4                | Somalia                           | 1 871       |
| 5                | Afrika: Övriga länder             | 1 672       |
| 6                | Finland                           | 1 601       |
| 7                | Europeiska unionen: Övriga länder | 1 581       |
| 8                | Bosnien och Hercegovina           | 1 578       |
| 9                | Syrien                            | 1 396       |
| 10               | Turkiet                           | 1 226       |
| 11               | Iran                              | 997         |
| 12               | / SFR Jugoslavien/FR Jugoslavien  | 978         |
| 13               | Europa utom EU: Övriga länder     | 892         |
| 14               | Sydamerika                        | 522         |
| 15               | Afghanistan                       | 518         |
| 16               | Polen                             | 475         |
| 17               | Norge                             | 457         |
| 18               | Tyskland                          | 425         |
| 19               | Thailand                          | 373         |
| 20               | Nordamerika                       | 366         |
| 21               | Kina                              | 252         |
| 22               | Danmark                           | 180         |
| 23               | Sovjetunionen                     | 90          |
| 24               | Island                            | 55          |
| 25               | Oceanien                          | 48          |
| 26               | Okänt födelseland                 | 11          |

### Religion
50,5 procent av invånarna i Örebro kommun var medlemmar i Svenska kyrkan vid utgången av 2021. Det fanns sju församlingar som tillhörde Svenska kyrkan i kommunen 2022
Betlehemskyrkan tillhör Equmeniakyrkan och dess församling hade kring 100 medlemmar år 2022. Sankt Eskils församling är Örebros katolska församling vars kyrka är Sankt Eskils katolska kyrka. Örebro moské förstördes i en brand 2017 och började rekonstrueras två år senare.

## Kultur

### Kulturarv
Bland de större fornlämningar som hittats i kommunen finns ett gravfält med från år 540 till 1000. Fältet består av 16 högar och stensättningar och är beläget norr om  bronsåldersröset Habors röse. Närkes största  gravhög har hittats söder om röset och är  36 meter vågrätt och 3,5 meter lodrätt. Gravhögen har inte namngetts och har inte daterats. Andra fornlämningar är till exempel ruinerna efter en medeltidskyrka, Kullkyrkan.
År 2022 fanns 29 byggnadsminnen i kommunen. Bland dessa återfinns exempelvis pumphuset på Våghustorget, Örebro järnvägsstation och Örebro slott.

### Kommunvapen
Örebro kommunvapen har använts för Örebro stad sedan medeltiden, stadens äldsta kända sigill från 1331 visar örnen och månen. Vapnet fastställdes av Kungl Maj:t den 30 juli 1915, samt registrerades för den nybildade kommunen på 1970-talet.
Blasonering: I fält av guld en till vänster seende svart örn med näbb och fötter röda, åtföljd till höger om huvudet av en sexuddig stjärna och till vänster om detta av en avtagande måne, båda blå.

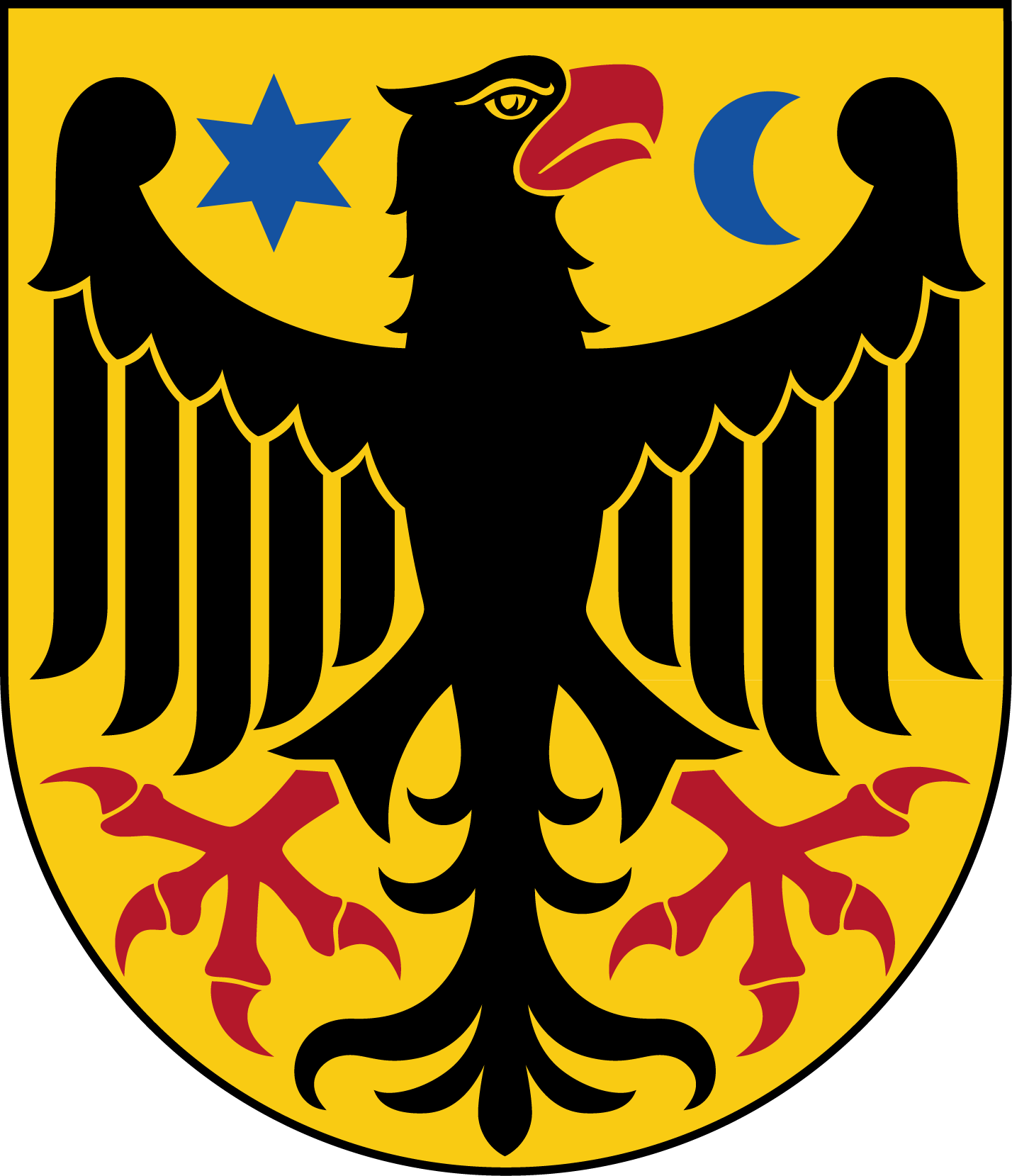